# Bezirk Busk
Bezirk Busk – dawny powiat (Bezirk) kraju koronnego Królestwo Galicji i Lodomerii, funkcjonujący w latach 1854–1867. Siedzibą starostwa było miasto Busk.

## Historia
Bezirk Busk utworzono w ramach reformy uwłaszczeniowej z okresu Wiosny Ludów (1848–1849), która likwidowała jurysdykcję właściciela ziemskiego nad poddanymi. W Galicji, dominium – jako podstawowa jednostka administracyjna i filar systemu feudalnego straciło rację bytu. Konieczne stało się zatem wprowadzenie nowego systemu administracyjnego, którego zręby powstały w latach 1851–1855. Nowy trójstopniowy podział administracyjny objął 21 cyrkułów (niem. Kreise), 179 małych powiatów (niem. Bezirke) i ponad 6000 gmin (niem. Gemeinde).
Bezirk Busk objął obszar o wielkości 9,2 mil², zamieszkany przez 23.958 ludzi i podzielony na 35 gmin katastralnych, w tym jedno miasto (Busk). Wszedł w skład cyrkułu złoczowskiego, jako jeden z jego dziesięciu powiatów.
Po nadaniu Galicji autonomii oraz powołaniu samorządu gminnego i powiatowego w 1865 zlikwidowano cyrkuły (Kreise). Dotychczasowe małe powiaty (Bezirke) w liczbie 179, utrzymały się do 1867 roku, kiedy to w następstwie kolejnej reformy administracyjnej (23 stycznia 1867) zostały zastąpione przez 74 większych powiatów. Obszar zniesionego Bezirk Busk wszedł wtedy w skład nowych powiatów kamioneckiego i złoczowskiego (vide podział w tabeli poniżej). 1 sierpnia 1878 planowano z powiatu złoczowskiego do powiatu kamioneckiego przenieść gminy Bezbrudy i Stronibaby, lecz decyzję tę cofnięto przed wejściem w życie rozporządzenia.

## Podział administracyjny (1854)
| Lp. | Gmina jednostkowa                          | Powierzchnia | Ludność | Powiat w 1867 po zniesieniu |
| --- | ------------------------------------------ | ------------ | ------- | --------------------------- |
| 1   | Busk (M)                                   | 9115         | 4170    | kamionecki                  |
| 2   | Pobużany                                   | 4919         | 742     | kamionecki                  |
| 3   | Ostapkowce                                 | 317          | 267     | kamionecki                  |
| 4   | Lanerówka                                  | 317          | 163     | kamionecki                  |
| 5   | Jabłonówka                                 | 1834         | 444     | kamionecki                  |
| 6   | Sokole z Berbekami i Maziarnią             | 6550         | 854     | kamionecki                  |
| 7   | Wolica                                     | 3015         | 378     | kamionecki                  |
| 8   | Rakobuty                                   | 725          | 409     | kamionecki                  |
| 9   | Wierzblany                                 | 4925         | 598     | kamionecki                  |
| 10  | Humniska                                   | 4925         | 413     | kamionecki                  |
| 11  | Grabowa z Sobaszkami, Warchotami i Adamami | 3892         | 1319    | kamionecki                  |
| 12  | Czanyż                                     | 6122         | 629     | kamionecki                  |
| 13  | Połoniczna z Maziarnią i Hutą Połoniecką   | 5815         | 1180    | kamionecki                  |
| 14  | Nieznanów z Budkami                        | 8124         | 1341    | kamionecki                  |
| 15  | Rzepniów                                   | 2571         | 649     | kamionecki                  |
| 16  | Kozłów z Woronówką i Duniowem              | 2881         | 683     | kamionecki                  |
| 17  | Kędzierzawce z Żuratynem                   | 1005         | 634     | kamionecki                  |
| 18  | Kupcze                                     | 2511         | 297     | kamionecki                  |
| 19  | Milatyn Stary                              | 1825         | 542     | kamionecki                  |
| 20  | Milatyn Nowy                               | 1825         | 306     | kamionecki                  |
| 21  | Bezbrudy                                   | 1530         | 515     | złoczowski                  |
| 22  | Jakimów                                    | 719          | 323     | kamionecki                  |
| 23  | Niesłuchów                                 | 1225         | 387     | kamionecki                  |
| 24  | Dziedziłów                                 | 2977         | 819     | kamionecki                  |
| 25  | Chreniów                                   | 1800         | 428     | kamionecki                  |
| 26  | Banunin                                    | 1111         | 388     | kamionecki                  |
| 27  | Ubinie                                     | 1773         | 508     | kamionecki                  |
| 28  | Lisko                                      | 1097         | 364     | kamionecki                  |
| 29  | Nowosiółki                                 | 2204         | 675     | kamionecki                  |
| 30  | Stronibaby                                 | 1287         | 376     | złoczowski                  |
| 31  | Krasne                                     | 2512         | 636     | złoczowski                  |
| 32  | Uciszków                                   | 1444         | 598     | złoczowski                  |
| 33  | Pietrycze                                  | 3448         | 899     | złoczowski                  |
| 34  | Ostrowczyk Polny                           | 1414         | 457     | złoczowski                  |
| 35  | Ostrów z Rusiłowem                         | 1730         | 568     | kamionecki                  |

Objaśnienie:
(M) = miasto; (m) = miasteczko